# Nack
Nack là một đô thị ở huyện Alzey-Worms, Rhineland-Palatinate, Đức. Đô thị này có diện tích 5,56 km². Dân số cuối năm 2006 là 622 người.